# Copa de la Reina de Fútbol 2016
La Copa de la Reina de Fútbol 2016 fue la 34.ª edición del campeonato, el cual se disputó entre el 18 de junio y 28 de junio de 2016. Se disputa íntegramente en la Ciudad del Fútbol de Las Rozas, en la Comunidad de Madrid.
El Atlético de Madrid se hizo con el título por primera vez en su historia.

## Sistema de competición
Al igual que en la edición pasada, la Copa de la Reina tiene ocho participantes: los cuales son los ocho primeros equipos clasificados de la Primera División Femenina 2015-16. La competición se disputa por eliminatorias directas y a partido único.

## Participantes
En esta edición participan los 8 primeros clasificados de la Primera División Femenina 2015-16, estos son los clasificados:
- Athletic Club
- Club Atlético de Madrid Féminas
- Fútbol Club Barcelona
- Levante Unión Deportiva
- Real Sociedad de Fútbol
- Sporting Club de Huelva
- U.D.G. Tenerife
- Valencia Féminas Club de Fútbol

## Eliminatorias

### Cuadro final
|  | Cuartos de final   | Cuartos de final |                 |                 | Semifinales | Semifinales |  |                 | Final       | Final       |  |
|  | 18 y 19 de junio   | 18 y 19 de junio |                 |                 | 24 de junio | 24 de junio |  |                 | 26 de junio | 26 de junio |  |
|  |                    |                  |                 |                 |             |             |  |                 |             |             |  |
|  |                    |                  |                 |                 |             |             |  |                 |             |             |  |
|  | Real Sociedad      | 1                |                 |                 |             |             |  |                 |             |             |  |
|  | Real Sociedad      | 1                |                 |                 |             |             |  |                 |             |             |  |
|  | F. C. Barcelona    | 5                |                 |                 |             |             |  |                 |             |             |  |
|  | F. C. Barcelona    | 5                |                 | F. C. Barcelona | 3           |             |  |                 |             |             |  |
|  |                    |                  |                 | F. C. Barcelona | 3           |             |  |                 |             |             |  |
|  |                    |                  | Levante U. D.   | 0               |             |             |  |                 |             |             |  |
|  | Athletic Club      | 0                | Levante U. D.   | 0               |             |             |  |                 |             |             |  |
|  | Athletic Club      | 0                |                 |                 |             |             |  |                 |             |             |  |
|  | Levante U. D.      | 2                |                 |                 |             |             |  |                 |             |             |  |
|  | Levante U. D.      | 2                |                 |                 |             |             |  | F. C. Barcelona | 2           |             |  |
|  |                    |                  |                 |                 |             |             |  | F. C. Barcelona | 2           |             |  |
|  |                    |                  | Atlético Madrid | 3               |             |             |  |                 |             |             |  |
|  | U.D.G. Tenerife    | 0                | Atlético Madrid | 3               |             |             |  |                 |             |             |  |
|  | U.D.G. Tenerife    | 0                |                 |                 |             |             |  |                 |             |             |  |
|  | Valencia C.F.      | 3                |                 |                 |             |             |  |                 |             |             |  |
|  | Valencia C.F.      | 3                |                 | Valencia C.F.   | 1           |             |  |                 |             |             |  |
|  |                    |                  |                 | Valencia C.F.   | 1           |             |  |                 |             |             |  |
|  |                    |                  | Atlético Madrid | 2               |             |             |  |                 |             |             |  |
|  | Atlético Madrid    | 7                | Atlético Madrid | 2               |             |             |  |                 |             |             |  |
|  | Atlético Madrid    | 7                |                 |                 |             |             |  |                 |             |             |  |
|  | Sporting de Huelva | 0                |                 |                 |             |             |  |                 |             |             |  |
|  | Sporting de Huelva | 0                |                 |                 |             |             |  |                 |             |             |  |
|  |                    |                  |                 |                 |             |             |  |                 |             |             |  |

### Cuartos de final

#### Real Sociedad de Fútbol - Fútbol Club Barcelona
| 18 de junio de 2016, 10:00 | Real Sociedad | 1:5 (0:2) | F. C. Barcelona                                    | Ciudad del Fútbol de Las Rozas, Las Rozas de Madrid |                          |
|                            | García 66'    | Reporte   | Diéguez 31' · Putellas 33' 90+3' · Latorre 76' 89' | Árbitro(s): Miguel Gómez                            | Árbitro(s): Miguel Gómez |

#### Athletic Club - Levante Unión Deportiva
| 18 de junio de 2016, 12:00 | Athletic Club | 0:2 (0:0) | Levante U. D.          | Ciudad del Fútbol de Las Rozas, Las Rozas de Madrid |                              |
|                            |               | Reporte   | Oprea 55' · Corral 74' | Árbitra: Elia María Martínez                        | Árbitra: Elia María Martínez |

#### Unión Deportiva Granadilla Tenerife Sur - Valencia Féminas Club de Fútbol
| 19 de junio de 2016, 10:00 | U. D. Granadilla Tenerife | 0:3 (0:0) | Valencia Féminas                                  | Ciudad del Fútbol de Las Rozas, Las Rozas de Madrid |                          |
|                            |                           | Reporte   | Carreras 56' · Monforte 62' (pen.) · Romero 90+2' | Árbitra: Zulema González                            | Árbitra: Zulema González |

#### Club Atlético de Madrid Féminas - Sporting Club de Huelva
| 19 de junio de 2016, 12:00 | Atlético Féminas                                                        | 7:0 (3:0) | Sporting Club de Huelva | Ciudad del Fútbol de Las Rozas, Las Rozas de Madrid |                      |
|                            | Bermúdez 23' 53' · Sosa 32' · Borja 34' 59' · González 50' · García 81' | Reporte   |                         | Árbitra: Marta Frías                                | Árbitra: Marta Frías |

### Semifinal

#### Fútbol Club Barcelona - Levante Unión Deportiva
| 24 de junio de 2016, 18:00 | F. C. Barcelona                          | 3:0 (1:0) | Levante U. D. | Ciudad del Fútbol de Las Rozas, Las Rozas de Madrid |                       |
|                            | Diéguez 16' · Hermoso 82' · Guijarro 84' | Reporte   |               | Árbitra: Marta Huerta                               | Árbitra: Marta Huerta |

#### Valencia Féminas Club de Fútbol - Club Atlético de Madrid Féminas
| 24 de junio de 2016, 20:00 | Valencia Féminas | 1:2 (1:1, 0:0) (t. s.) | Atlético Féminas  | Ciudad del Fútbol de Las Rozas, Las Rozas de Madrid |                              |
|                            | Romero 86'       | Reporte                | Bermúdez 84' 108' | Árbitra: Elia María Martínez                        | Árbitra: Elia María Martínez |

### Final
| 13         | POR        | Sandra Paños           |     |
| 2          | DEF        | Ane Bergara            | 46' |
| 3          | DEF        | Ruth García            |     |
| 4          | DEF        | Marta Unzué            |     |
| 5          | DEF        | Melanie Serrano        |     |
| 7          | MED        | Gemma Gili             | 52' |
| 8          | MED        | Miriam Diéguez         |     |
| 11         | MED        | Alexia Putellas        | 84' |
| 18         | MED        | Marta Torrejón         |     |
| 10         | DEL        | Jennifer Hermoso       |     |
| 20         | DEL        | Olga García            | 46' |
| Entrenador | Entrenador | Xavi Llorens Rodríguez |     |

| 1          | POR        | Lola Gallardo    |     |
| 2          | DEF        | Kenti Robles     |     |
| 22         | DEF        | Marta Cazalla    |     |
| 16         | DEF        | María León       |     |
| 24         | DEF        | María Bores      | 90' |
| 15         | MED        | Silvia Meseguer  |     |
| 7          | MED        | Ángela Sosa      |     |
| 10         | MED        | Amanda Sampedro  |     |
| 11         | MED        | Priscila Borja   | 75' |
| 8          | MED        | Sonia Bermúdez   | 88' |
| 9          | DEL        | Esther González  | 59' |
| Entrenador | Entrenador | Ángel Villacampa |     |

| 21 | DEL | Bárbara Latorre  | 46' |
| 12 | DEL | Patri Guijarro   | 46' |
|    | MED | Aitana Bonmatí   | 52' |
| 15 | DEL | Sandra Hernández | 84' |

| 6  | MED | Nagore Calderón | 59' |
| 18 | DEF | Bea Beltrán     | 75' |
| 21 | DEF | Vanesa García   | 88' |
| 17 | MED | Débora García   | 90' |

| Anotado · Penal | 57' | Jennifer Hermoso | 1-3 |
| Anotado         | 64' | Jennifer Hermoso | 2-3 |

| Anotado | 5'  | Ángela Sosa     | 0-1 |
| Anotado | 14' | Silvia Meseguer | 0-2 |
| Anotado | 29' | Esther González | 0-3 |

| Amonestado | 67' | Miriam Diéguez  |
| Amonestado | 77' | Aitana Bonmatí  |
| Amonestado | 87' | Bárbara Latorre |

| Amonestado | 28' | Priscila Borja  |
| Amonestado | 78' | Amanda Sampedro |

| Otorgado · Otorgado otra vez · Expulsado | 27' 87' | Melanie Serrano |

| Árbitro:             | Marta Frías Acedo      |
| Árbitros asistentes: | Rocío Puente           |
| Árbitros asistentes: | Carmela Campistros     |
| Cuarto árbitro:      | Elena Contreras Patiño |
| Reporte              |                        |

| 13         | POR        | Sandra Paños           |     |
| 2          | DEF        | Ane Bergara            | 46' |
| 3          | DEF        | Ruth García            |     |
| 4          | DEF        | Marta Unzué            |     |
| 5          | DEF        | Melanie Serrano        |     |
| 7          | MED        | Gemma Gili             | 52' |
| 8          | MED        | Miriam Diéguez         |     |
| 11         | MED        | Alexia Putellas        | 84' |
| 18         | MED        | Marta Torrejón         |     |
| 10         | DEL        | Jennifer Hermoso       |     |
| 20         | DEL        | Olga García            | 46' |
| Entrenador | Entrenador | Xavi Llorens Rodríguez |     |

| 1          | POR        | Lola Gallardo    |     |
| 2          | DEF        | Kenti Robles     |     |
| 22         | DEF        | Marta Cazalla    |     |
| 16         | DEF        | María León       |     |
| 24         | DEF        | María Bores      | 90' |
| 15         | MED        | Silvia Meseguer  |     |
| 7          | MED        | Ángela Sosa      |     |
| 10         | MED        | Amanda Sampedro  |     |
| 11         | MED        | Priscila Borja   | 75' |
| 8          | MED        | Sonia Bermúdez   | 88' |
| 9          | DEL        | Esther González  | 59' |
| Entrenador | Entrenador | Ángel Villacampa |     |

| 21 | DEL | Bárbara Latorre  | 46' |
| 12 | DEL | Patri Guijarro   | 46' |
|    | MED | Aitana Bonmatí   | 52' |
| 15 | DEL | Sandra Hernández | 84' |

| 6  | MED | Nagore Calderón | 59' |
| 18 | DEF | Bea Beltrán     | 75' |
| 21 | DEF | Vanesa García   | 88' |
| 17 | MED | Débora García   | 90' |

| Anotado · Penal | 57' | Jennifer Hermoso | 1-3 |
| Anotado         | 64' | Jennifer Hermoso | 2-3 |

| Anotado | 5'  | Ángela Sosa     | 0-1 |
| Anotado | 14' | Silvia Meseguer | 0-2 |
| Anotado | 29' | Esther González | 0-3 |

| Amonestado | 67' | Miriam Diéguez  |
| Amonestado | 77' | Aitana Bonmatí  |
| Amonestado | 87' | Bárbara Latorre |

| Amonestado | 28' | Priscila Borja  |
| Amonestado | 78' | Amanda Sampedro |

| Otorgado · Otorgado otra vez · Expulsado | 27' 87' | Melanie Serrano |

| Árbitro:             | Marta Frías Acedo      |
| Árbitros asistentes: | Rocío Puente           |
| Árbitros asistentes: | Carmela Campistros     |
| Cuarto árbitro:      | Elena Contreras Patiño |
| Reporte              |                        |

| Bandera de la Comunidad de Madrid          |
| Campeón Atlético Madrid Féminas 1.º título |

### Máximas goleadoras
| Pos. | Jugadora         | Club             | Goles |
| ---- | ---------------- | ---------------- | ----- |
| 1.ª  | Sonia Bermúdez   | Atlético Féminas | 4     |
| 2.ª  | Jennifer Hermoso | F. C. Barcelona  | 3     |
| 3.ª  | Miriam Diéguez   | F. C. Barcelona  | 2     |
| 3.ª  | Esther González  | Atlético Féminas | 2     |
| 3.ª  | Alexia Putellas  | F. C. Barcelona  | 2     |
| 3.ª  | Bárbara Latorre  | F. C. Barcelona  | 2     |
| 3.ª  | Ana Romero       | Valencia Féminas | 2     |
| 3.ª  | Priscila Borja   | Atlético Féminas | 2     |
| 3.ª  | Ángela Sosa      | Atlético Féminas | 2     |

| Predecesor: Copa de la Reina 2015 | Copa de la Reina de Fútbol 2016 | Sucesor: Copa de la Reina 2017 |